# Jardin de Ninfa
Le jardin de Ninfa est un parc situé dans la commune de Cisterna di Latina au sud-est de Rome. Arrosé par les sources et le lac du Ninfa, encadrant les ruines de la ville médiévale de Ninfa,  il incarne l'esprit romantique. Il s'étend sur une surface de 105 ha.

## Histoire
Ninfa était une ancienne ville située sur la voie Appienne. Le pape Alexandre III y a été couronné en 1159. Elle est achetée par la famille Caetani (en) en 1297. Détruite en 1382, la ville est ensuite abandonnée.
Le jardin botanique est créé en 1921 par Gelasio Caetani dans le style anglais.

## Photos

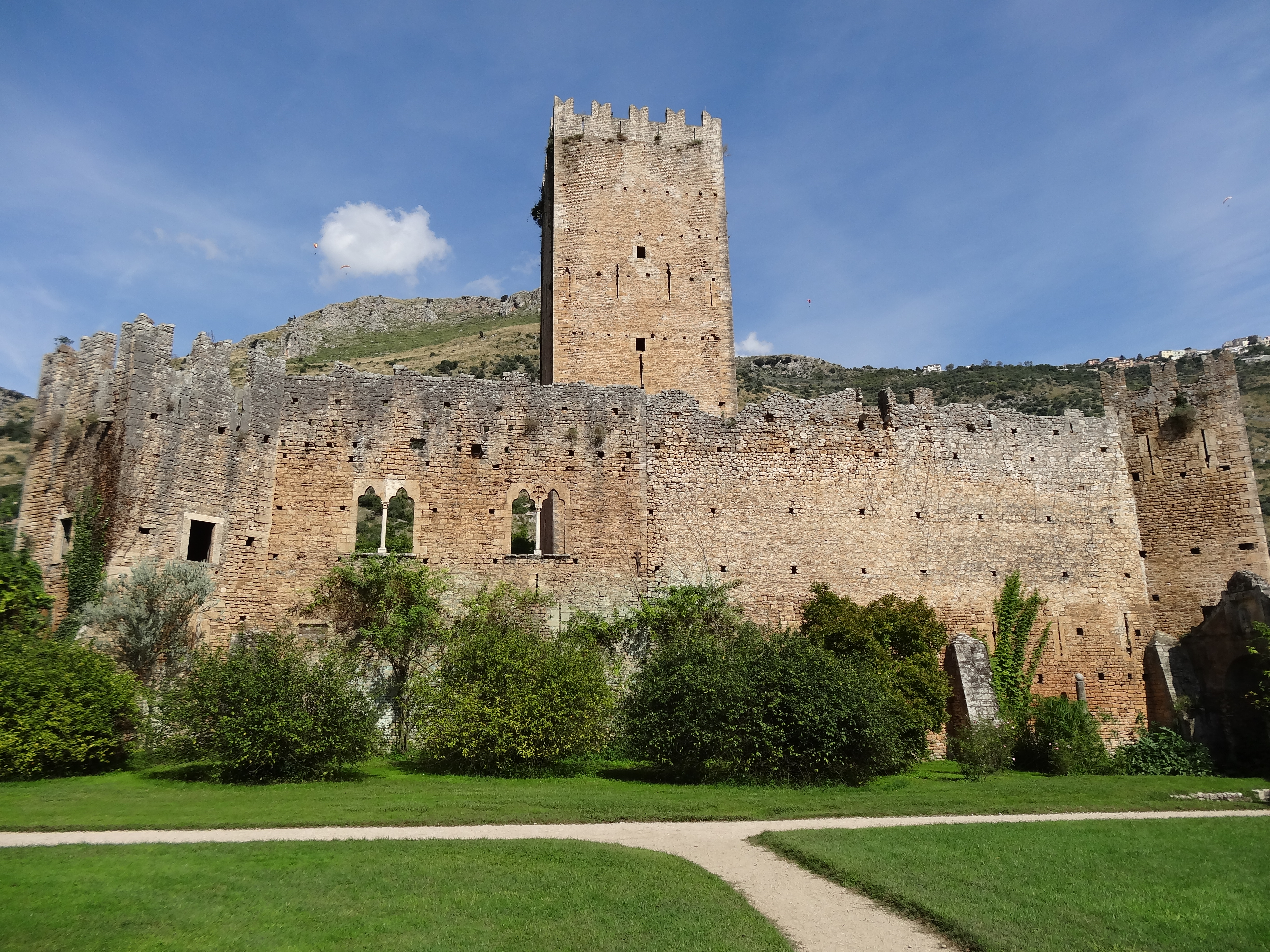
Le château.
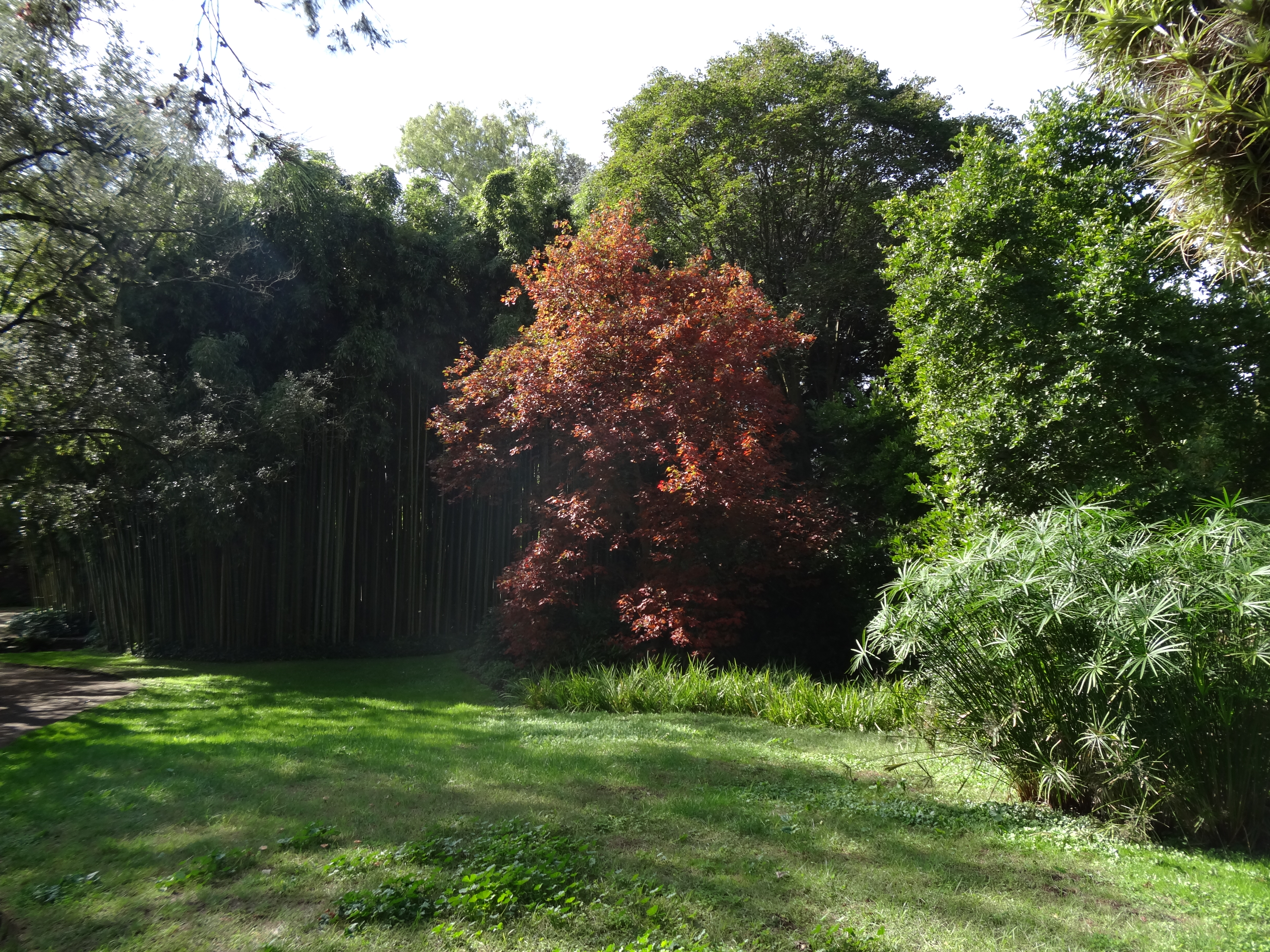
Les jardins.
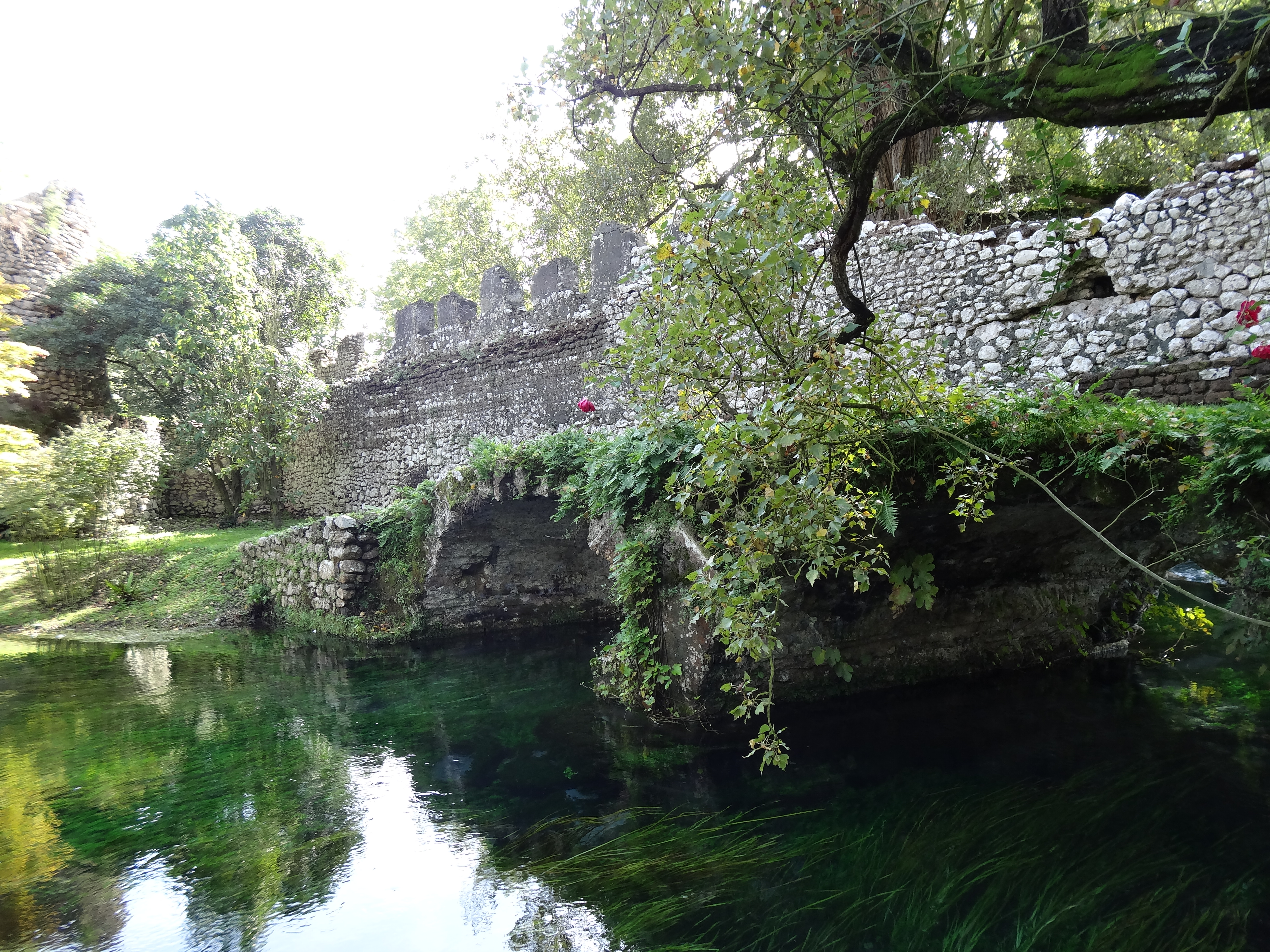
Le pont médiéval.
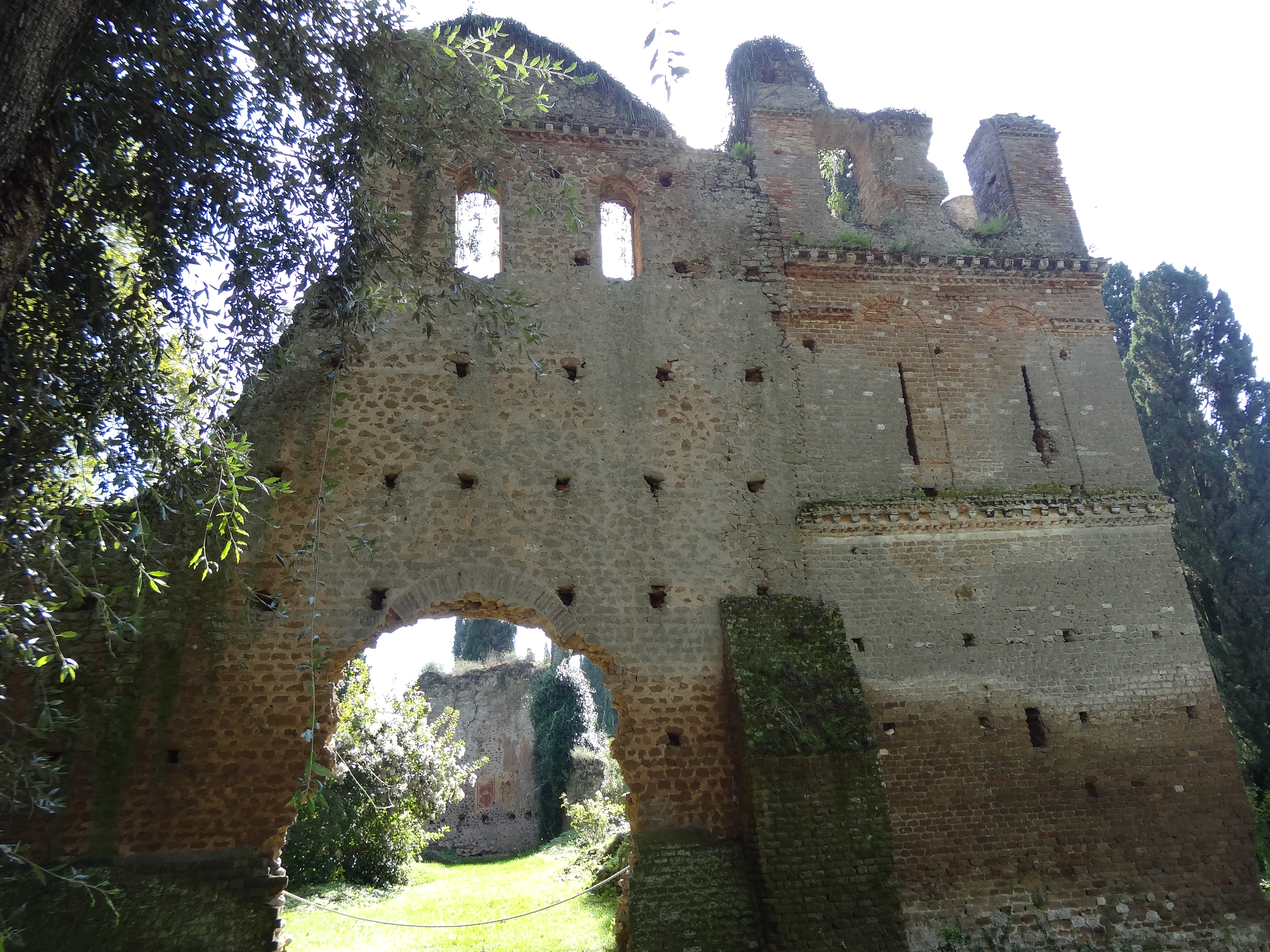
L'église Santa Maria Maggiore.
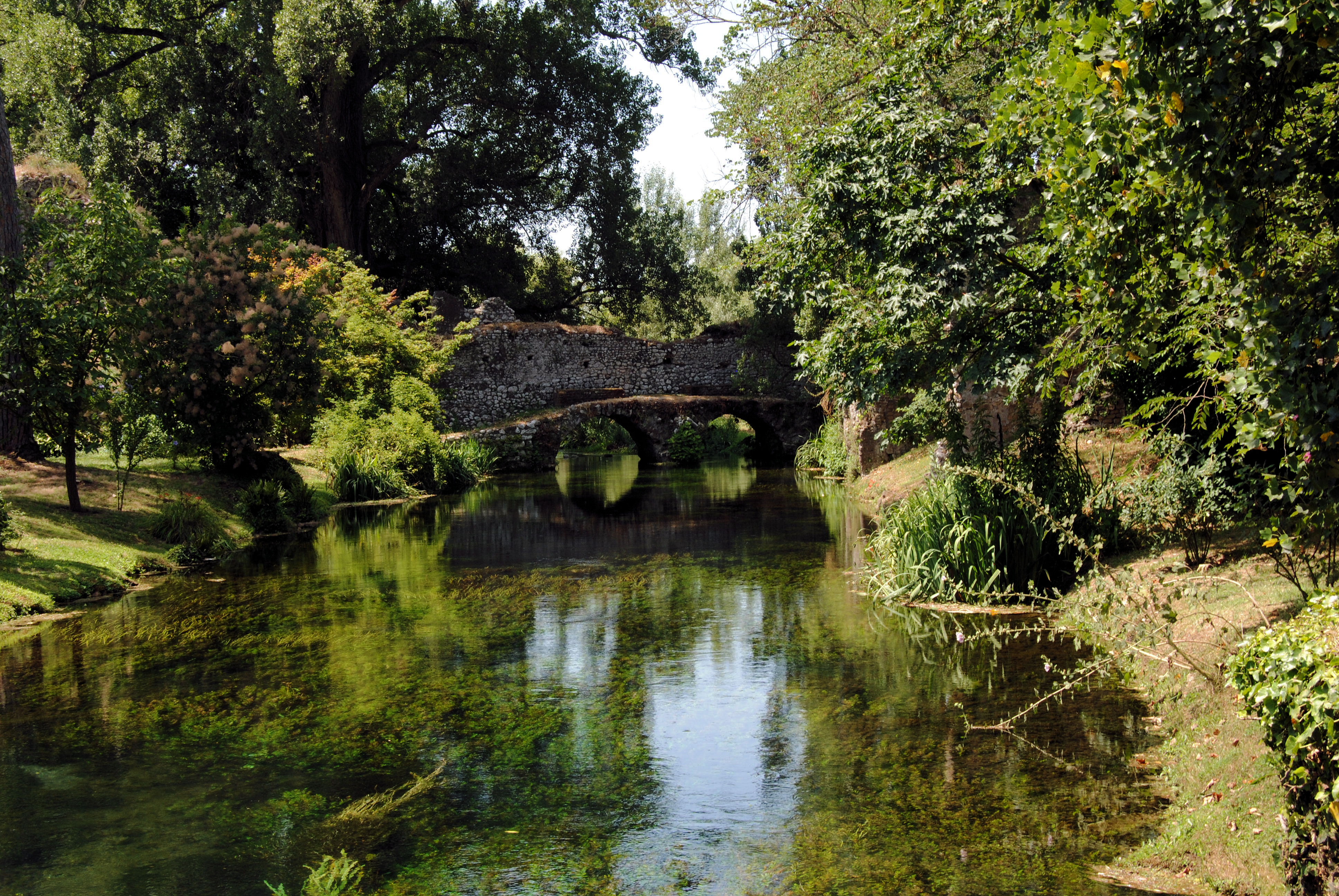
Le pont dans le jardin.